# Виґода (Ліпський повіт)
Виґода (пол. Wygoda) — село в Польщі, у гміні Сенно Ліпського повіту Мазовецького воєводства.
Населення — 84 особи (2011).
У 1975-1998 роках село належало до Радомського воєводства.

## Демографія
Демографічна структура станом на 31 березня 2011 року:
|          | Загалом | Допрацездатний вік | Працездатний вік | Постпрацездатний вік |
| -------- | ------- | ------------------ | ---------------- | -------------------- |
| Чоловіки | 40      | 12                 | 25               | 3                    |
| Жінки    | 44      | 3                  | 29               | 12                   |
| Разом    | 84      | 15                 | 54               | 15                   |